# 1992年夏季帕拉林匹克運動會中華台北代表團
1992年夏季帕拉林匹克運動會中華臺北代表團是中華民國（台灣）以“中華台北”名義參與在西班牙巴塞羅那及馬德里舉行的第9屆夏季帕拉林匹克運動會的代表团。

## 獎牌榜

### 獎牌項目
| 比賽項目 | 金牌 | 銀牌 | 銅牌 | 總數 |
| 柔道     | 0    | 0    | 1    | 1    |
| 總計     | 0    | 0    | 1    | 1    |

### 獎牌得主
| 名次 | 運動員 | 運動 | 項目         |
| ---- | ------ | ---- | ------------ |
| 銅牌 | 林德昌 | 柔道 | 男子86公斤級 |